# I Belong to Me
I Belong to Me è un singolo della cantante statunitense Jessica Simpson, pubblicato nel 2006 ed estratto dall'album A Public Affair.
Il brano è stato scritto da Diane Warren e prodotto da team Stargate.

## Tracce
- Download digitale

1. I Belong to Me – 3:40

## Video
Il videoclip della canzone è stato diretto da Matthew Rolston.